# Aloficocianina

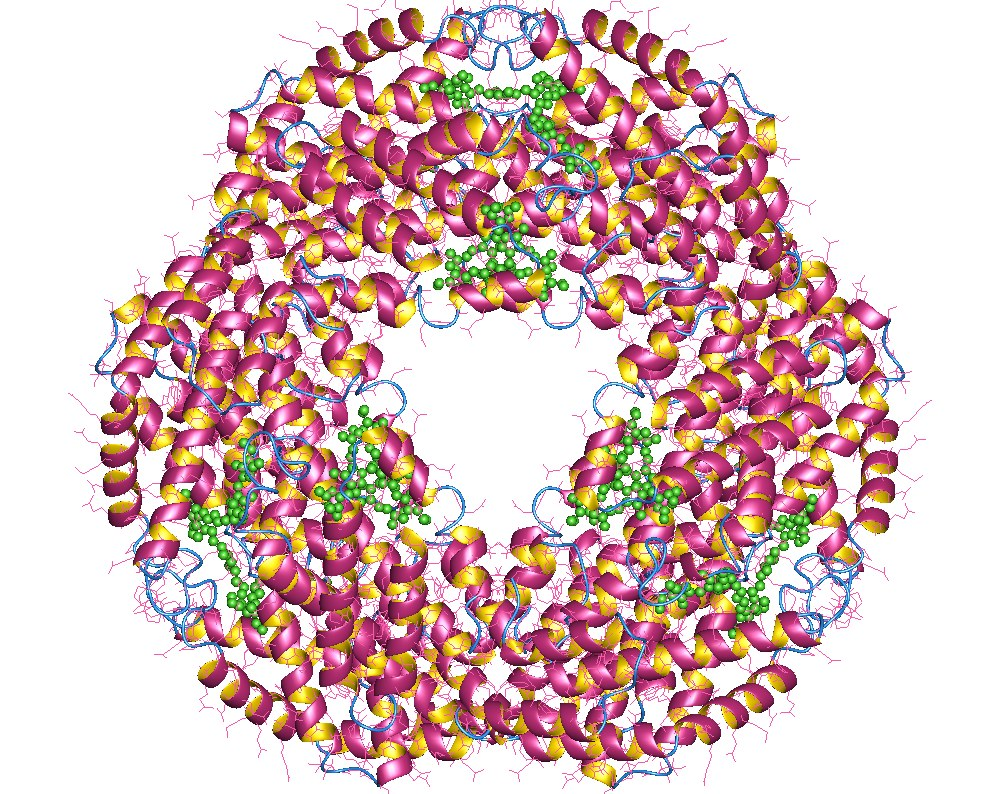
Dodecámero de aloficocianina, Gloeobacter violaceus.

La aloficocianina («otra proteína de alga azul», del griego ἄλλος (állos): otro, φύκος (fíkos): alga, y κυανός (kyanós): azul) es una proteína que contiene pigmentos captores de luz denominados ficocianobilinas. Forma parte de la familia de las ficobiliproteínas (junto con la ficocianina, la ficoeritrina y la ficoeritrocianina), que intervienen en la fotosíntesis de ciertas bacterias y algas.
Es un pigmento accesorio de la clorofila. Todas las ficobiliproteínas son hidrosolubles. Por tanto, no pueden situarse en las membranas, como harían los carotenoides, pero se agregan formando unas agrupaciones que se adhieren a la membrana, conocidas como ficobilisomas. La aloficocianina absorbe y emite luz roja (con máximos de 650 & 660 nm, respectivamente). Se encuentra en las cianobacterias (también denominadas algas verde-azuladas) y en las algas rojas. Los pigmentos ficobilinas asociados a las ficobiliproteínas tienen propiedades fluorescentes que se utilizan en pruebas de inmunoensayos. En la citometría de flujo, la aloficocianina generalmente se abrevia como APC. Para ser usadas efectivamente en aplicaciones como FACS (Fluorescence-activated cell sorting), cribado de alto rendimiento (HTS) y microscopía, las APC deben ser preparadas químicamente con enlaces cruzados.

## Características estructurales
La aloficocianina puede aislarse de varias especies de algas rojas o de cianobacterias, cada una de las cuales produce formas ligeramente distintas de la molécula. La aloficocianina está compuesta por dos subunidades diferentes: α y β. Cada subunidad tiene un cromóforo ficocianobilina (PCB). La estructura de la subunidad para las aloficocianinas se determina como (αβ)3. El peso molecular de la aloficocianina es de 105 000 daltons (Da).

## Características espectrales
| Máximo de absorción         | 652 nm            |
| Pico de absorción adicional | 625 nm            |
| Máximo de emisión           | 657,5 nm          |
| Desplazamiento de Stokes    | 5,5 nm            |
| Coeficiente de extinción    | 2,4 x 105 M−1cm−1 |
| Rendimiento cuántico (Φ)    | 0,68              |
| Brillo                      | 1,6 x 105 M−1cm−1 |

## Aplicaciones
Como ya se mencionó, para que las APC sean útiles en inmunoensayos deben primero ser tratadas químicamente para que formen enlaces cruzados e impedir que se disocien en sus subunidades componentes, cuando están inmersos en tampones fisiológicos comunes. El método convencional para realizar esto es por medio de un proceso destructivo en el que el trímero APC tratado es químicamente alterado con una disolución de urea 8M y después se deja que se reasocie en un tampón fisiológico. Puede utilizarse un método alternativo que preserva la integridad estructural del trímero APC y permite formar un producto final más brillante y estable.